# Décret de la division de la France en départements
Règlement du 24 janvier 1789
Division de la France en bailliages électoraux à l'occasion de la convocation des États-généraux
Le décret du 22 décembre 1789, relatif à la constitution des assemblées primaires et des assemblées administratives, ou loi des 22 décembre 1789 - janvier 1790, relative à la constitution des assemblées primaires et des assemblées administratives, est un décret de l'Assemblée nationale constituante adopté le 22 décembre 1789.
Il prévoit une nouvelle division du royaume en soixante-quinze à quatre-vingt-cinq départements ; celle de chaque département en trois à neuf districts et celle de chaque district en cantons d'environ quatre lieues carrées de superficie.
Le nombre exact (83) des départements et leurs limites furent fixés le 26 février 1790 et leur existence prit effet le 4 mars suivant.
Les noms de plusieurs départements issus de ce décret ne sont pas les mêmes que les actuels. Dans un souci de faire table rase de l'ordre ancien, on cherche pour les départements à ne pas leur donner un nom rappelant trop un ancien fief ou une province d'Ancien Régime, mais on privilégie l'identification par les éléments naturels, tels les cours d'eau ou la montagne essentiellement.
Le décret du 22 décembre 1789 a pour antécédent direct l'édit de juin 1787 portant création des assemblées provinciales.

## Contexte

### Projet de nouvelle division du royaume

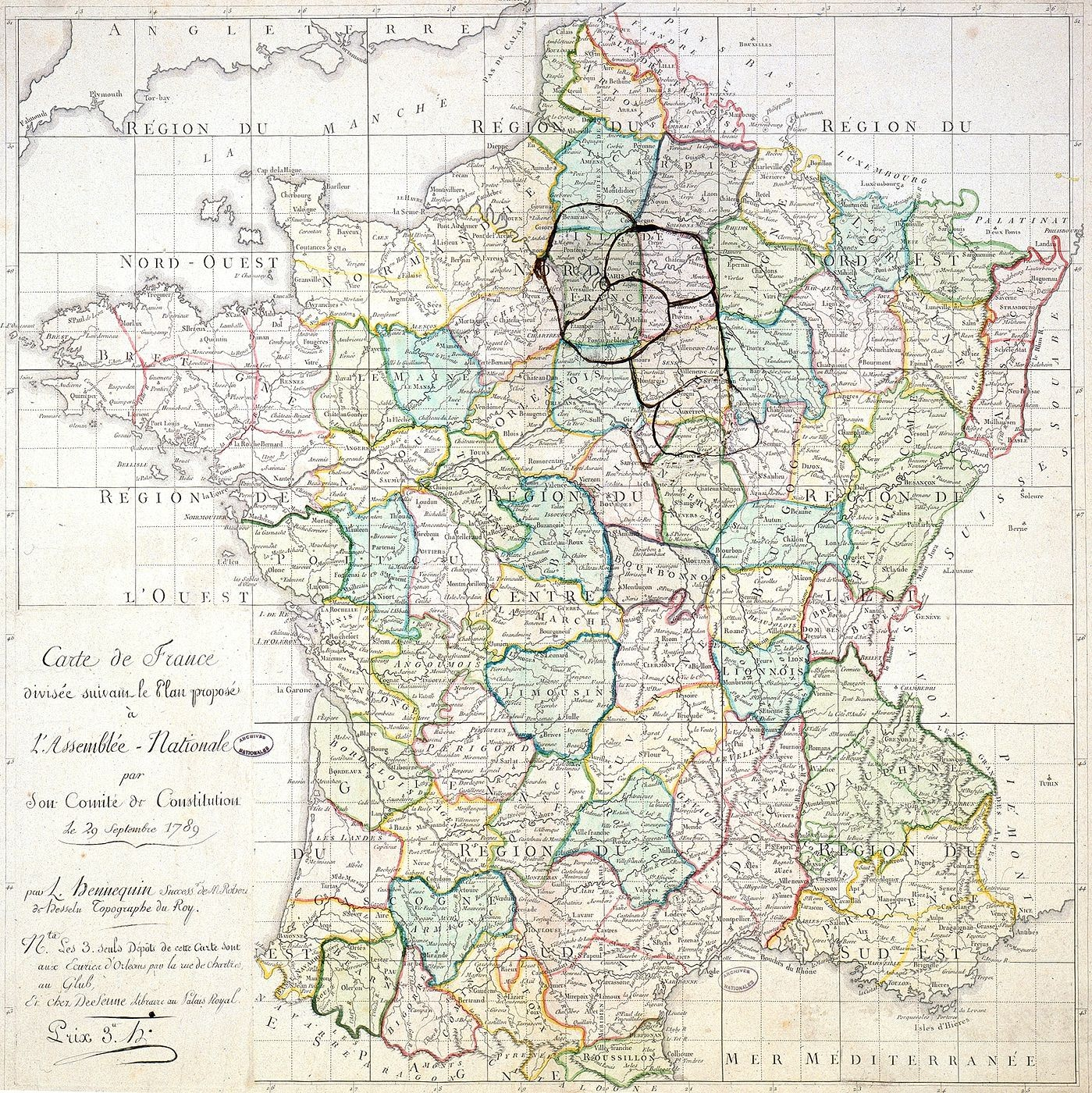
« Carte de France divisée suivant le plan proposé à l'Assemblée nationale par son comité de constitution le 29 septembre 1789 », par L. Hennequin, topographe du roi.
Le tracé est réalisé sur une carte exécutée en 1780 par Robert de Hesseln.

Le projet de diviser l'ensemble du royaume en circonscriptions fiscales hiérarchisées, dotées d'une assemblée représentative des contribuables et principalement chargée de répartir les impôts directs, n'est pas nouveau.
De telles circonscriptions existaient, dans certaines provinces du royaume dites pays d'états. Par exemple, en Languedoc, les états provinciaux répartissaient certains impôts directs entre les diocèses civils ; les assemblées diocésaines les répartissaient entre les paroisses civiles ; et les celles-ci les répartissaient entre les contribuables sur la base d'un cadastre.
Dans ses Considérations sur le gouvernement ancien et présent de la France, dont le manuscrit circule clandestinement pendant des décennies avant sa publication posthume en 1764, le marquis d'Argenson présente son « plan de gouvernement », en cinquante-deux articles. Il y propose d'établir, dans chaque communauté, c'est-à-dire dans ville, bourg ou village, des magistrats, en nombre proportionnel à la population, principalement chargés de donner au roi, par don gratuit, un produit identique à celui des tailles et des autres impositions. Ces magistrats seraient, d'autre part, chargés d'établir et de collecter des impôts locaux. compétents en matière de police. À terme, les impôts seraient réduits à un impôt unique : le roi en prélèverait les trois quarts pour les dépenses de l'État, le quart restant revenant aux communautés pour leurs dépenses locales, notamment pour la construction et l'entretien d'ouvrages publics. D'Argenson y propose, d'autre part, la division du royaume en départements ayant à leur tête un intendant.
En 1775, le contrôleur général des finances, Turgot, préconise, dans son Mémoire sur les municipalités qu'il a fait rédiger par son premier commis, Dupont de Nemours, quatre niveaux d'assemblées appelées municipalités : à la base, des municipalités de paroisse ; des municipalités d'élection ; des municipalités de province ; et, au sommet, une grande municipalité. Dans la campagne, une municipalité de paroisse serait créée dans chaque paroisse, annexe ou succursale existante. Dans chaque ville, une municipalité de paroisse serait substituée aux municipalités existantes. Plusieurs municipalités de paroisse seraient établies dans les plus grandes villes. Une municipalité d'élection serait établie dans chaque élection. Son assemblée serait composée d'un député de chaque municipalité de paroisse comprise dans son arrondissement. Chaque ville n'y enverrait qu'un député, les capitales des provinces pourraient néanmoins y envoyer deux députés et Paris, quatre. Les élections trop étendues pourraient être subdivisées. Une municipalité de province serait établie dans chaque province. Son assemblée serait composée d'un député de chaque municipalité d'élection. Enfin, une grande municipalité ou municipalité générale du royaume serait établie. Son assemblée serait composée de députés des municipalités de province.
En 1776, le conseiller des Finances et directeur général du Trésor, Necker, reprend, dans son Mémoire sur l’établissement des administrations provinciales, le projet de Turgot et de Dupont de Nemours. Il l'adapte cependant car les assemblées locales qu'il prévoit reposent sur la distinction des trois ordres. Les assemblées locales sont créées dans quatre provinces : le Berry (généralité de Bourges) en 1778, la Haute-Guyenne (généralité de Montauban) et le Dauphiné (généralité de Grenoble) en 1779 et le Bourbonnais (généralité de Moulins) en 1781.
En 1786, le contrôleur général des finances, Calonne, propose, dans son Précis d’un plan d'amélioration des finances, la généralisation des assemblées paroissiales, des assemblées de district et des assemblées provinciales à l'ensemble du royaume.
En 1787, le nouveau contrôleur général des finances, Loménie de Brienne, reprend le projet de son prédécesseur. Par un édit du mois de juin 1787, Louis XVI prévoit d'étendre, à l'ensemble des provinces ne disposant pas d'états provinciaux, les assemblées provinciales et les assemblées inférieures expérimentées, depuis 1778-1779, dans le Berry et la Haute-Guyenne.
À la suite de l'édit du mois de juin 1787, Condorcet publie, en 1788, son Essai sur la constitution et les fonctions des assemblées provinciales, qu'Alengry considérait comme « l'ouvrage de droit constitutionnel le plus important qui ait été publié à cette époque ». Condorcet y propose une nouvelle division territoriale du royaume en provinces, subdivisées en districts, eux-mêmes subdivisées en communautés. Chaque division aurait deux assemblées : une assemblée d'administration et une assemblée d'élection. Chaque assemblée d'élection aurait pour fonction d'élire les membres de l'assemblée d'administration. Chaque assemblée d'administration serait délibérative mais ne serait pas permanente. Les limites d'une communauté devraient être fixées de sorte qu'en une journée, les citoyens les plus éloignés du chef-lieu de la communauté puissent s'y rendre, y traiter d'affaires pendant plusieurs heures puis retourner chez eux : le rayon d'une communauté devrait, dès lors, être de trois lieues. Celui d'un district devrait être, au plus, d'une demi-journée de distance ; et celui d'une province, au plus, d'une journée de distance, à partir du chef-lieu de district le plus éloigné de celui de la province.
Le 1er octobre 1787, Louis XVI rétablit les états de Provence. Le 22 octobre 1788, il rétablit les états du Dauphiné puis, le  1er novembre, ceux de Franche-Comté. Il hésite ensuite à substituer des états provinciaux aux assemblées provinciales.
Lors de la séance d'ouverture des états généraux, le 5 mai 1789, Necker invite ceux-ci à délibérer sur l'établissement des états provinciaux.
Lors de la séance royale du 23 juin 1789, Louis XVI projette d'établir, dans chaque généralité du royaume, des états provinciaux composés de deux dixièmes de membres du clergé, de trois dixièmes de membres de la noblesse et de cinq dixièmes de membres du tiers état, élus par les ordres respectifs, délibérant en commun, substituées aux assemblées provinciales, chargées, en sus, de l'administration des hôpitaux, des prisons, des dépôts de mendicité, des enfants trouvés, de l'inspection des dépenses des villes, de la surveillance de l'entretien des forêts et de la garde et de la vente des bois.
Le 9 juillet 1789, Mounier, dans un rapport du comité de constitution, inscrit l'organisation et les fonctions des assemblées provinciales et municipales au nombre des premières et plus importantes délibérations à prendre par l'Assemblée nationale constituante.
Le 7 septembre 1789, Sieyès propose à la Constituante de nommer, en son sein, un comité restreint de 8 membres chargé de préparer un « plan de municipalités et de provinces », tel que « la France puisse former un seul tout, soumis uniformément, dans toutes ses parties, à une législation et à une administration commune ».

### Élaboration des textes

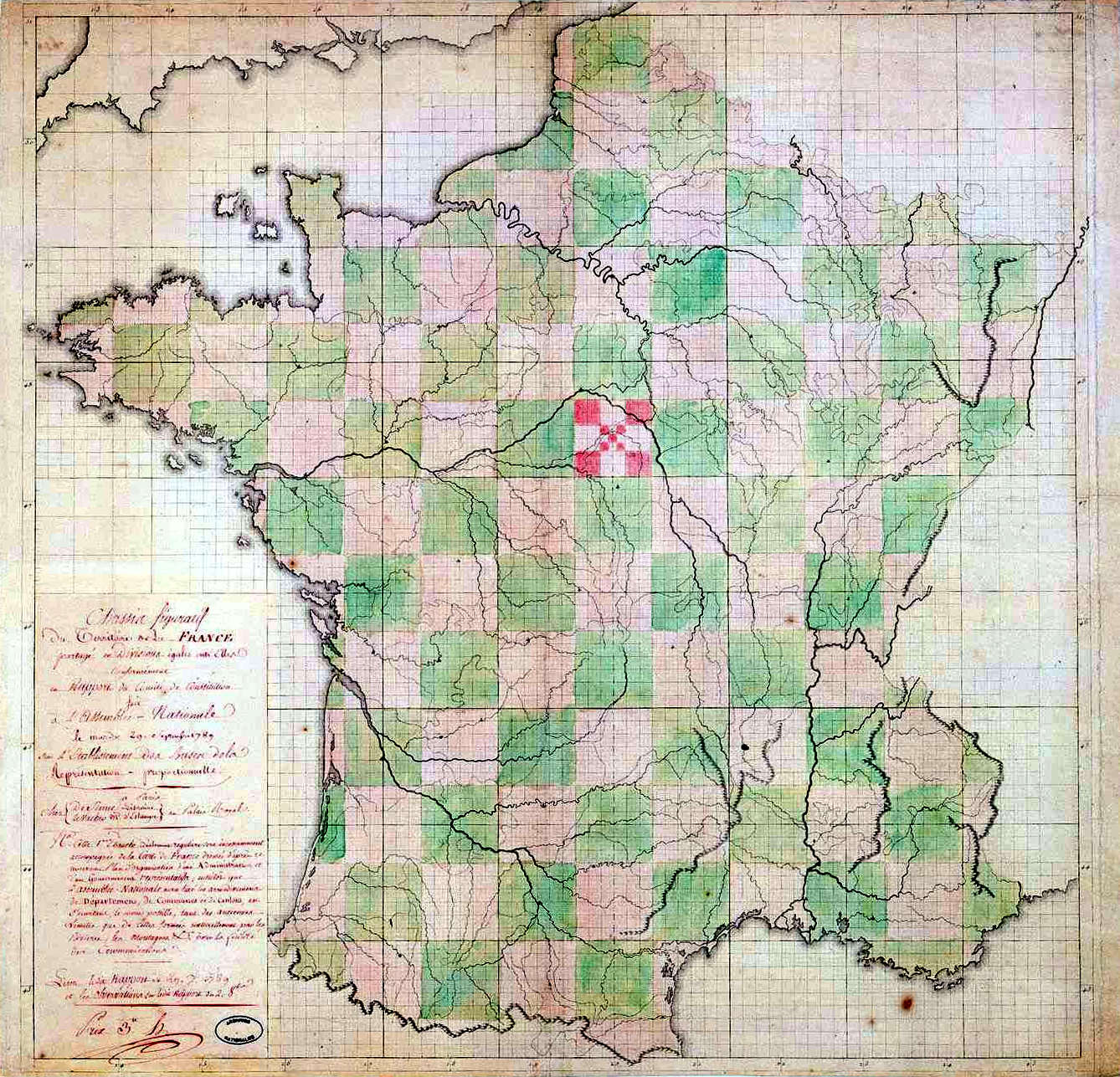
La proposition géométrique du comité Sieyès-Thouret.

L'Assemblée nationale constituante désigne, lors de sa séance du 13 septembre 1789, un second Comité de constitution en remplacement du précédent, démissionnaire la veille, composé de Thouret (rapporteur et président), l’abbé Sièyes, Target, Démeunier, Rabaud Saint-Étienne, Talleyrand-Périgord, Lally-Tollendal et Le Chapelier. C'est lui qui est chargé d'élaborer les bases de la représentation proportionnelle et de l'établissement des assemblées administratives.
Le 29 septembre 1789, Thouret présente à la Constituante un premier rapport qui prévoit le découpage du territoire en 80 départements carrés de dix-huit lieues de côté, chacun divisé en neuf « communes » carrées (districts de six lieues de côté), elles-mêmes divisées en neuf « cantons » également carrés de deux lieues sur deux, pour former au total 720 communes (districts) et 6 480 cantons ; Paris serait traité à part et constituerait un 81e département. Ce modèle géométrique utilitariste des partisans de la décentralisation est abandonné au profit du modèle des provincialistes, unis autour de Mirabeau, qui veut conserver les frontières des anciennes  provinces de manière à préserver « l'homogénéité naturelle des morphologies paysagères, des mœurs, des habitudes, des coutumes, des productions et des langues ».
Le 8 janvier 1790, Bureaux de Pusy présente à la Constituante un Rapport sommaire sur la nouvelle division du royaume, suivi d'un Tableau des départements, suivant l'ordre de travail qui prévoit la création de départements répartis comme suit :
| Provinces | Nombre de départements |
| --- | ---------------------- |
| Provence | 3                      |
| Principauté d'Orange | 0                      |
| Dauphiné | 3                      |
| Bresse, Bugey, pays de Gex et Dombes                                                                                      | 1                      |
| Franche-Comté | 3                      |
| Alsace | 2                      |
| Lorraine, Barrois et Trois-Évêchés (à l'exception des principautés de Sedan, Mouzon et Carignan)                          | 4                      |
| Champagne, avec Givet et Charlemont, Marienbourg et Philippeville ainsi que les principautés de Sedan, Mouzon et Carignan | 4                      |
| Flandres et Hainaut | 1                      |
| Artois ainsi que Calaisis, Ardresis et Boulonnais                                                                         | 1                      |
| Île-de-France, Soissonnais et Picardie (à l'exception du Calaisis, de l'Ardresis et du Boulonnais)                        | 5                      |
| Paris et sa banlieue | 1                      |
| Normandie et Perche | 5                      |
| Bretagne et une partie des Marches communes                                                                               | 5                      |
| Poitou (sans le Confolens), Loudunois, Mirebalais et une partie des Marches communes                                      | 3                      |
| Maine, Anjou et Touraine                                                                                                  | 4                      |
| Berry | 2                      |
| Nivernais et partie du Berry sur la rive droite de la Loire                                                               | 1                      |
| Orléanais, Blaisois et pays Chartrain, ainsi que Thimerais                                                                | 3                      |
| Auxerrois et Sénonais ainsi que partie de l'Orléanais                                                                     | 1                      |
| Bourgogne | ?                      |
| Aunis et partie du Saintonge                                                                                              | 1                      |
| Angoumois, partie du Saintonge et du Confolens                                                                            | 1                      |
| Bordelais | 1                      |
| Bazadais et grandes landes                                                                                                | 1                      |
| Agénois et Condomois | 1                      |
| Armagnac | 1                      |
| Pays de Marsan et Chalosse                                                                                                | 1                      |
| Labour, Basse-Navarre, Soule et Béarn                                                                                     | 1                      |
| Bigorre et Quatre-Vallées                                                                                                 | 1                      |
| Nébouzan et pays de Foix                                                                                                  | 1                      |
| Roussillon et partie du Languedoc                                                                                         | 1                      |
| Languedoc (à l'exception du Fenouillèdes et du Velay), Comminges et parties de l'Armagnac et du Quercy                    | 7                      |
| Rouergue | 1                      |
| Quercy | 1                      |
| Auvergne et Velay | 3                      |
| Bourbonnais | 1                      |
| Marche, Limousin et Dorat                                                                                                 | 3                      |
| Périgord | 1                      |
| Lyonnais, Beaujolais et Forez                                                                                             | 1                      |
| Corse | 1                      |

Le 9 janvier 1790, la Constituante enjoint aux députés de chaque département de produire au comité de constitution, d'ici le 13 janvier, le tableau énonciatif des limites respectives des départements.
Le 15 janvier 1790, la Constituante fixe le nombre des départements à quatre-vingt-trois et les répartit comme suit.

### Redécoupage des anciennes provinces du royaume
| Provinces et pays                                                                                             | Nombre de départements |
| --- | ---------------------- |
| Provence | 3                      |
| Dauphiné | 3                      |
| Franche-Comté                                                                                                 | 3                      |
| Alsace | 2                      |
| Lorraine, Trois-Évêchés et Barrois                                                                            | 4                      |
| Champagne, principauté de Sedan, Carignan et Mousson, Philippeville et Marienbourg, Givet et Charlemont       | 4                      |
| Flandres (Flandre maritime et Flandre wallonne), Hainaut, Cambrésis, Artois, Boulonnais, Calaisis et Ardrésis | 2                      |
| Île-de-France, Paris, Soissonnais, Beauvaisis, Amiénois et Vexin français                                     | 6                      |
| Normandie et Perche                                                                                           | 5                      |
| Bretagne et partie des Marches communes                                                                       | 5                      |
| Maine (Bas-Maine et Haut-Maine), Anjou, Touraine et Saumurois                                                 | 4                      |
| Poitou et partie des Marches communes                                                                         | 3                      |
| Orléanais, Blaisois et Chartrain                                                                              | 3                      |
| Berry | 2                      |
| Nivernais | 1                      |
| Bourgogne, Auxerrois et Sénonais, Bresse, Bugey et Valmorey, Dombes et pays de Gex                            | 4                      |
| Lyonnais, Forez et Beaujolais                                                                                 | 1                      |
| Bourbonnais                                                                                                   | 1                      |
| Marche, Dorat, Haut- et Bas-Limousin                                                                          | 3                      |
| Angoumois | 1                      |
| Aunis et Saintonge                                                                                            | 1                      |
| Périgord | 1                      |
| Bordelais, Bazadais, Agenais, Condomois, Armagnac, Chalosse, Marsan et Landes                                 | 4                      |
| Quercy | 1                      |
| Rouergue | 1                      |
| Pays des Basques (Labourd, Basse-Navarre et Soule) et Béarn                                                   | 1                      |
| Bigorre et Quatre-Vallées                                                                                     | 1                      |
| Couserans et Foix                                                                                             | 1                      |
| Roussillon | 1                      |
| Languedoc (Haut-Languedoc et Bas-Languedoc), Comminges, Nébouzan et Rivière-Verdun                            | 7                      |
| Velay, Haute- et Basse Auvergne                                                                               | 3                      |
| Corse | 1                      |
| Total | 83                     |

La délimitation des départements, la fixation de leurs chefs-lieux, le fixation du nombre de leurs districts et de leurs chefs-lieux donnent lieu à de nombreux décrets dit décrets particuliers. Le premier décret particulier est celui du 12 janvier 1790. Il sera suivi des décrets particuliers des 13, 14, 15, 16, 19, 20, 21, 22, 23, 25, 26, 27, 28, 29 et 30 janvier, 1er, 3, 4, 5, 6, 7, 8, 9, 10, 13, 15 et 17 février 1790.

## Contenu de la loi
Les principales dispositions de la loi sont les suivantes :
- nouvelle division du royaume de France, à l'exclusion des colonies (préambule, art. 1er) ;
- division du royaume en soixante-quinze à quatre-vingt-cinq départements, y compris celui de Paris (Ibid.) ;
- division de chaque département en trois à neuf districts (préambule, art. 2) ;
- division de chaque district en cantons, d'une superficie d'environ quatre lieues carrées (préambule, art. 3) ;
- maintient d'une municipalité dans chaque ville, bourg, paroisse ou communauté d'habitants (préambule, art. 7) ;
- distinction entre les citoyens passifs et les citoyens actifs ;
- création d'au moins une assemblée primaire par canton ;
- prohibition des mandats impératifs ;
- fixation du nombre des sièges à l'Assemblée nationale législative à neuf fois celui des départements ;
- élection de l'Assemblée nationale législative dans le cadre des départements ;
- distribution des sièges à l'Assemblée nationale législative, entre les départements, en fonction de leur territoire, de leur population et de leur contribution directe ;
- administration de chaque département par une administration de département de trente-six membres, répartis entre un conseil de département de vingt-huit membres et un directoire de département de huit membres ;
- administration de chaque district par une administration de district de douze membres, répartis entre un conseil de district de huit membres et un directoire de district de quatre membres ;
- subordination des administrations de district à l'administration de département.

### Citoyenneté active
La loi distingue, au sein des citoyens, les citoyens actifs auxquels elle réserve le droit de vote.
Sont citoyens actifs, les citoyens qui réunissent les conditions cumulatives suivantes :
- condition de nationalité, à savoir : être français ou devenu français ;
- condition d'âge ou de majorité, à savoir : être âgé de vingt-cinq ans accomplis ;
- condition contributive, à savoir : payer une contribution directe égale ou supérieure à la valeur locale de trois journées de travail ;
- condition de non-domesticité, à savoir : ne pas être domestique, c'est-à-dire serviteur à gages ;
- condition de serment et d'inscription au tableau civique, à savoir : avoir, à l'âge de vingt-et-un ans accomplis, prêté serment de fidélité à la Constitution, aux lois et au roi et avoir été inscrit au tableau civique.

D'autre part, la loi distingue, au sein des citoyens actifs, les citoyens éligibles.
Sont citoyens éligibles, les citoyens actifs qui payent une contribution directe égale ou supérieure à la valeur locale de dix jours de travail.
Enfin, la loi distingue, au sein des citoyens éligibles, ceux qui sont éligibles à l'Assemblée nationale législative.
Sont éligibles à  l'Assemblée nationale législative, les citoyens actifs qui, d'une part, payent une contribution directe d'au moins un marc d'argent et, d'autre part, ont une propriété foncière quelconque.

### Élection au scrutin indirect à deux degrés
La loi prévoit l'élection au scrutin indirect à deux degrés, d'une part, de l'Assemblée nationale législative et, d'autre part, des administrations de département et de district.
Les citoyens actifs, réunis en assemblée primaire, doivent élire, parmi les citoyens actifs éligibles, des électeurs qui éliront :
- en assemblée électorale de département, des membres de l'Assemblée nationale constituante puis ceux de l'administration du département ;
- en assemblée électorale de district, les membres de l'administration du district.

### Prohibition des mandats impératifs
La loi consacre le mandat représentatif, tant pour les membres de l'Assemblée nationale législative que pour ceux des administrations de département et de district.
La loi déduit du caractère représentatif des mandats, l'irrévocabilité des élus et l'interdiction d'adresser directement des pétitions et de donner des instructions aux élus.

### Administration territoriale
Le loi prévoit deux niveaux d'administration territoriale en sus des municipalités : l'administration de département et l'administration de district.

#### Organisation des départements et des districts
La loi dote les départements d'une organisation commune. Elle fait de même pour les districts.
Chaque département est administré par une administration de département de trente-six membres, élue à temps, pour une durée préfixe de quatre ans, et renouvelable par moitié tous les deux ans. Les administrateurs du département élisent, parmi eux, au scrutin individuel et à la majorité absolue des suffrages, leur président et leur secrétaire. Les administrateurs élisent, d'autre part, huit d'entre eux pour composer le directoire de département.
Chaque district est administré par une administration de district de douze membres, élue à temps, pour une durée préfixe de quatre ans et renouvelable par moitié tous les deux ans. Les administrateurs du district élisent, parmi eux, au scrutin individuel et à la majorité absolue des suffrages, leur président et leur secrétaire. Les administrateurs élisent, d'autre part, huit d'entre eux pour composer le directoire de district.

#### Attributions des départements et des districts
Les notions de déconcentration et de décentralisation sont totalement inexistantes à cette époque et ne figurent pas dans le texte créant les départements.
Elle distingue deux catégories d'attribution : celles que les départements exercent sous l'inspection du Corps législatif, d'une part, et celles qu'ils exercent sous l'autorité et l'inspection du roi, d'autre part.

### Institutions supprimées
La loi supprime les états provinciaux qui subsistaient dans les provinces du royaume dites pays d'états (l'Artois, la Basse-Navarre, le Béarn, la Bigorre, la Bourgogne, la Bretagne, le Cambrésis, la Corse, la Flandre, Foix, le Hainaut, le Labourd, le Languedoc, le Marsan, le Nébouzan, la Provence et la Soule) y compris ceux qui avaient été rétablis en 1788 (en Franche-Comté et en Dauphiné) ainsi que les états particuliers qui existaient en Bourgogne — Bresse, Bugey et Mâconnais — et en Languedoc — le Gévaudan, le Velay et le Vivarais.
La loi supprime aussi les assemblées provinciales et les assemblées inférieures qui avaient été créées, en 1778, dans le Berry (généralité de Bourges) puis, en 1779, en Haute-Guyenne (généralité de Montauban) et, en 1787 et 1788, dans les autres provinces du royaume dites pays d'élections — Anjou, Maine et Touraine (généralité de Tours), Auvergne (généralité de Riom), Champagne (généralité de Châlons), Gascogne (partie de la généralité d'Auch), Île-de-France (généralité de Paris), Lyonnais (généralité de Lyon), Basse-Normandie (généralité de Caen), Haute-Normandie (généralité de Rouen), Moyenne-Normandie et Perche (généralité d'Alençon), Orléanais (généralité d'Orléans), Picardie (généralité d'Amiens), Poitou (généralité de Poitiers), Soissonnais (généralité de Soissons) et Trois-Évêchés et Clermontois (généralité de Metz) — ou pays d'imposition — Alsace (intendance d'Alsace), Lorraine et Barrois (intendance de Lorraine et du Barrois) et Roussillon (intendance du Roussillon).
Enfin, la loi supprime les intendants ou commissaires départis ainsi que les intendants subdélégués et interdit leur rétablissement.

## Nature et application de la loi

### Nature
La loi du 22 décembre 1789 est un décret de l'Assemblée nationale constituante dont les dernières dispositions ont été adoptées le 22 décembre 1789. Le 8 janvier 1790, la Constituante décide de le présenter au roi, Louis XVI, accompagné d'une instruction. Le décret voté par l'Assemblée nationale constituante le 22 décembre 1789 est devenu une loi par l'effet de son approbation dite sanction par le roi Louis XVI.

### Territoire d'application
La loi ne s'appliquait que sur le territoire du royaume en France. Les colonies et établissements étaient exclus de son champ d'application.
La loi fut étendue à Avignon et au Comtat Venaissin, réunis au royaume par le décret du 14 septembre 1791. En effet, par un décret du 23 septembre 1791, la Constituante divise le territoire en deux districts, fixe leurs chefs-lieux respectifs à Avignon et à Carpentras et prévoit leur incorporation aux départements limitrophes. Puis, par le décret du 26 mars 1792, l'Assemblée nationale législative incorpore le district de Vaucluse, dont le chef-lieu est à Avignon, au département des Bouches-du-Rhône et le district de l'Ouvèze, dont le chef-lieu est à Carpentras, au département de la Drôme.

### Constitutionnalisation partielle de la loi
Par le décret du 8 janvier 1790, la Constituante s'était réservé le droit de distinguer, au sein de la loi du 22 décembre 1789, les « articles constitutionnels de ceux qui ne sont que réglementaires », c'est-à-dire les dispositions constitutionnelles qui devaient être différentes des dispositions d'ordre législatif ou règlementaire, sachant que certains textes votés par l'Assemblée nationale constituante avaient droit au titre de "décret" alors que, dans la norme juridique, un texte adopté par une assemblée nationale est normalement une "loi". 
Certaines dispositions de la loi du 22 décembre 1789, dans leur version alors en vigueur, furent insérées dans la Constitution du 3 septembre 1791 et ainsi constitutionnalisées.

### Modifications de la loi
Il fut procédé à deux bidépartementalisations en 1793 :
- la Corse fut séparée en deux ensembles, le Golo (au nord) et le Liamone (au sud) ;
- le Rhône-et-Loire fut scindé entre le Rhône (à l'est) et la Loire (à l'ouest) à la suite du soulèvement de Lyon contre la Convention nationale.

### Abrogation de la loi
L'article 2-9° de la section III de la loi a été abrogé par le IV de l'article 58 de la loi no 82-213 du 2 mars 1982, relative aux droits et libertés des communes, des départements et des régions.